# 第157師団 (日本軍)
第157師団（だいひゃくごじゅうしちしだん）は、大日本帝国陸軍の師団の一つ。
太平洋戦争の末期、1945年（昭和20年）1月20日に帝国陸海軍作戦計画大綱が策定された結果、本土決戦に備えるべく急造が決定した54個師団の一つであり、そのうちの第一次兵備として、2月28日に編成された16個の沿岸配備師団の一つである。

## 師団概要
弘前で編成、第50軍戦闘序列に編入された。

### 歴代師団長
- 宮下健一郎 中将：1945年（昭和20年）4月1日 - 終戦

### 参謀長
- 末吉龍吉 大佐：1945年（昭和20年）4月1日 - 終戦[1]

### 最終所属部隊
- 歩兵第457連隊（弘前）：伊藤晃中佐
- 歩兵第458連隊（秋田）：立川鴻一中佐
- 歩兵第459連隊（秋田）：津川直志中佐
- 歩兵第460連隊（弘前）：本多菊治中佐
- 第157師団噴進砲隊
- 第157師団速射砲隊
- 第157師団輜重隊  (弘前) :奈良権次郎少佐
- 第157師団通信隊
- 第157師団兵器勤務隊
- 第157師団野戦病院